# 杏里 -apricot jam-
『杏里 -apricot jam-』（あんり アプリコット ジャム）は杏里のデビューアルバム。1978年11月21日発売。発売元はフォーライフ・レコード。

## 概要
デビューシングル「オリビアを聴きながら」と杏里自身が作曲を手掛けたB面曲「So Long」を収録。尾崎亜美、小林倫博、丸山圭子らが楽曲を提供している。全ての編曲は瀬尾一三が担当しており、フォーク調、レゲエ調、ファンク風など、様々なタイプの楽曲が収録されている。ファースト・アルバムでありながらレコーディングはロサンゼルスで行われた。
1984年の再発盤は帯の色がクリーム色に変更されている。28K-71。
2011年7月27日にリリースされたBlu-spec CDには、4枚目のシングル「インスピレーション」のB面曲「遠い日のイマージュ」がボーナストラックとして追加収録された。(初CD化)

## 収録曲

### LP / CT
| 全編曲: 瀬尾一三。 |                          |            |            |      |
| #                  | タイトル                 | 作詞       | 作曲       | 時間 |
| 1.                 | 「オリビアを聴きながら」 | 尾崎亜美   | 尾崎亜美   | 4:39 |
| 2.                 | 「ラプソディー」         | 小林倫博   | 小林倫博   | 3:59 |
| 3.                 | 「そぞろ寒」             | 丸山圭子   | 丸山圭子   | 4:00 |
| 4.                 | 「西日うすれて」         | 岡田冨美子 | AL HOFFMAN | 3:40 |
| 5.                 | 「So Long」              | 岡田冨美子 | 杏里       | 3:20 |

| 全編曲: 瀬尾一三。 |                       |            |            |       |
| #                  | タイトル              | 作詞       | 作曲       | 時間  |
| 1.                 | 「Flying 午前10時発」 | 尾崎亜美   | 尾崎亜美   | 5:20  |
| 2.                 | 「中国人形」          | 尾崎亜美   | 尾崎亜美   | 3:26  |
| 3.                 | 「キーワードを探せ」  | 丸山圭子   | 丸山圭子   | 3:12  |
| 4.                 | 「Blue City」         | 岡田冨美子 | AL HOFFMAN | 3:36  |
| 5.                 | 「フェイド・アウト」  | 福島邦子   | 福島邦子   | 4:28  |
| 合計時間:          | 合計時間:             | 合計時間:  | 合計時間:  | 39:39 |

### CD
| 全編曲: 瀬尾一三。 |                          |            |            |      |
| #                  | タイトル                 | 作詞       | 作曲       | 時間 |
| 1.                 | 「オリビアを聴きながら」 | 尾崎亜美   | 尾崎亜美   | 4:39 |
| 2.                 | 「ラプソディー」         | 小林倫博   | 小林倫博   | 3:59 |
| 3.                 | 「そぞろ寒」             | 丸山圭子   | 丸山圭子   | 4:00 |
| 4.                 | 「西日うすれて」         | 岡田冨美子 | AL HOFFMAN | 3:40 |
| 5.                 | 「So Long」              | 岡田冨美子 | 杏里       | 3:20 |
| 6.                 | 「Flying 午前10時発」    | 尾崎亜美   | 尾崎亜美   | 5:20 |
| 7.                 | 「中国人形」             | 尾崎亜美   | 尾崎亜美   | 3:26 |
| 8.                 | 「キーワードを探せ」     | 丸山圭子   | 丸山圭子   | 3:12 |
| 9.                 | 「Blue City」            | 岡田冨美子 | AL HOFFMAN | 3:36 |
| 10.                | 「フェイド・アウト」     | 福島邦子   | 福島邦子   | 4:28 |

| #         | タイトル               | 作詞      | 作曲      | 編曲      | 時間  |
| --------- | ---------------------- | --------- | --------- | --------- | ----- |
| 11.       | 「遠い日のイマージュ」 | 尾崎亜美  | 尾崎亜美  | 佐藤準    | 4:26  |
| 合計時間: | 合計時間:              | 合計時間: | 合計時間: | 合計時間: | 44:10 |

### 楽曲解説
1. オリビアを聴きながら
デビューシングル表題曲。
2. ラプソディー
3. そぞろ寒
4. 西日うすれて
5. So Long
「オリビアを聴きながら」のB面曲。
6. Flying 午前10時発
7. 中国人形
8. キーワードを探せ
9. Blue City
10. フェイド・アウト
11. 遠い日のイマージュ（ボーナス・トラック）
4枚目のシングル「インスピレーション」のB面曲。

## 参考資料
- オリコン『ALBUM CHART-BOOK COMPLETE EDITION 1970-2005』オリコン・マーケティング・プロモーション、2006年4月。ISBN 978-4-87131-077-2。